# 弗朗索瓦·约瑟夫·保罗·德格拉斯
海军中将弗朗索瓦·约瑟夫·保罗，格拉斯·蒂伊侯爵，格拉斯伯爵（法語：François Joseph Paul, marquis de Grasse Tilly, comte de Grasse，1722年9月13日—1788年1月11日），法国海军将领。在美国独立战争中，他指挥法国舰队参加了切萨皮克湾海战，并直接导致了英军在约克镇的投降。
德格拉斯于次年在桑特海峡战役中被罗德尼击败并被俘，他也因此广受批判。回到法国之后德格拉斯希望受到军事法庭审判，但最后被判无罪。